# Колаки-Косьцельне (гмина)
Колаки-Косьцельне (пол. Kołaki Kościelne) — сельская гмина (волость) в Польше, входит как административная единица в Замбрувский повет, Подляское воеводство. Население — 2436 человек (на 2011 год).

## Демография
Данные по переписи 2011 года:
| Перепись            | Всего | Мужчины | Женщины |
| ------------------- | ----- | ------- | ------- |
| Всего               | 2436  | 1237    | 1199    |
| Городское население | 0     | 0       | 0       |
| Сельское население  | 2436  | 1237    | 1199    |

## Поселения
1. Холевы-Коломыя
2. Чахы-Колаки
3. Чарново-Домб
4. Чарново-Унды
5. Чосаки-Домб
6. Двиклы-Краево
7. Двиклы-Рупе
8. Глодово-Домб
9. Госе-Дуже
10. Госе-Мале
11. Гуне-Острув
12. Колаки-Косьцельне
13. Коссаки-Борове
14. Круше-Лубнице
15. Лентово-Домб
16. Лубнице-Круше
17. Подлатки-Дуже
18. Подлатки-Мале
19. Рембишево-Зегадлы
20. Сане-Домб
21. Щодрухы
22. Виснювек-Вертыце
23. Врубле-Арцишево
24. Зане-Лесница

## Соседние гмины
1. Гмина Кулеше-Косьцельне
2. Гмина Рутки
3. Гмина Высоке-Мазовецке
4. Гмина Замбрув